# Voie rapide H2 (Slovénie)
Pour les articles homonymes, voir H2.
La voie rapide H2 (slovène : Hitra cesta H2) est une voie rapide slovène de 7,2 km allant de Pesnica à Maribor.

## Parcours
- Échangeur entre H2 et A1 ( 2) : Ljubljana, Graz
- 1 : Murska Sobota, Gornja Radgona, Dolnja Počehova (en), Jurij, Kungota
- 2 : Maribor-center, Dravograd
- 3 : Maribor-Pobrežje, Zrkovci (en), Spodnji Duplek (en), Dvorjane (en), Vurberk (en)
- 4 : Maribor-vzhod, Ruše, Dravograd, Ptuj, Zagreb